# 건설 근로자

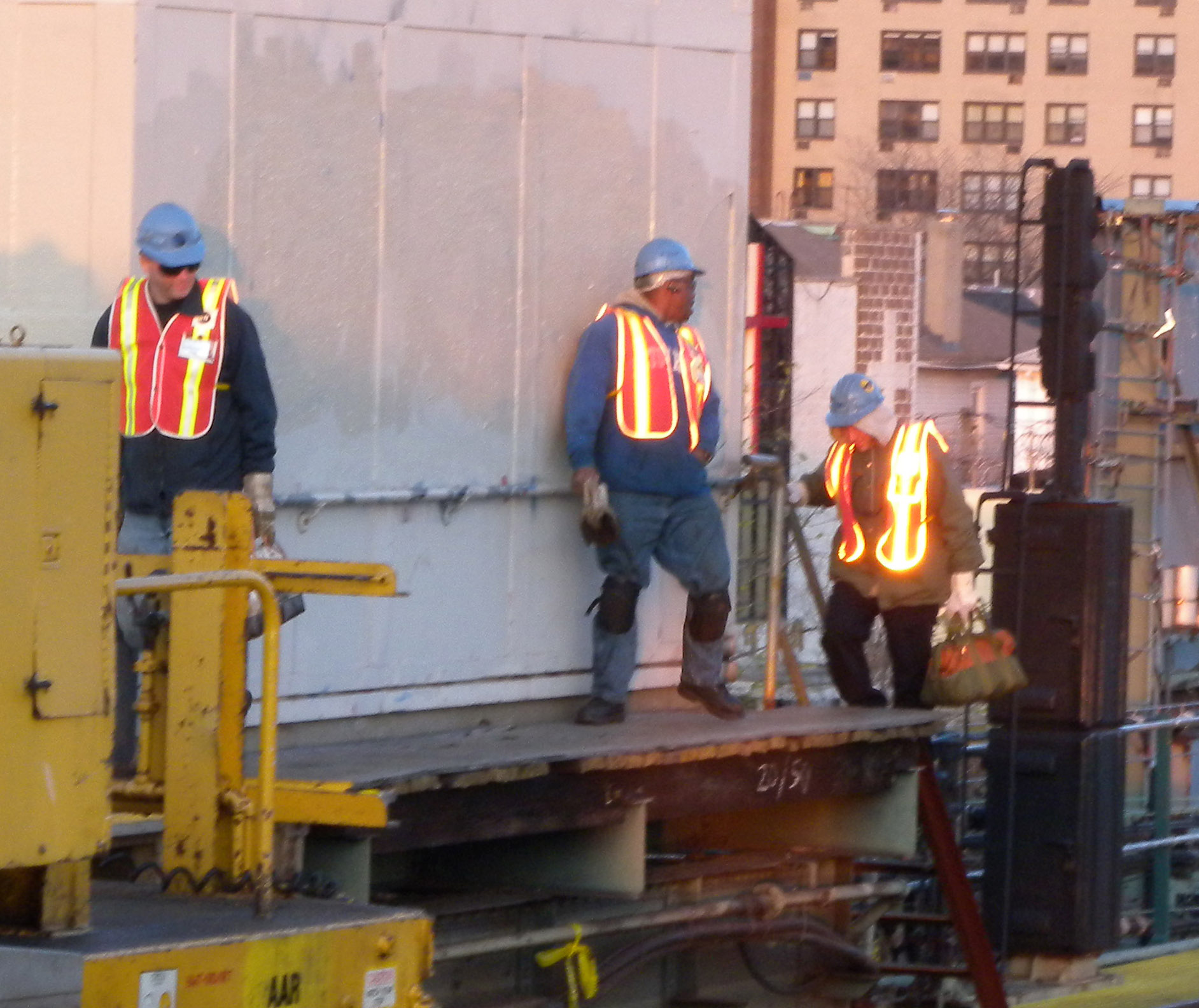
뉴욕시의 한 작업장에서 반사 조끼, 안전모, 기타 보호복을 착용한 건설 노동자들.

건설 근로자, 건설 노동자, 공사현장 인부는 건축 환경과 기반 시설의 물리적 건설에 고용된 근로자이다.

## 정의
일부 정의에 따르면 건설 근로자는 비숙련 또는 반숙련 근로자로서 육체 노동에 종사할 수 있다. 이들 작업자는 굴착, 청소, 장비 하역과 같은 일반적인 작업부터 시작한다. 경험을 쌓으면서 그들은 지붕, 배관 설비, 구조 작업 또는 목공 분야를 전문적으로 다루기 시작한다. 시간이 지나면서 일부는 자신의 지위를 높이기 위해 인증을 받고 공식 교육을 받기로 결정한다. 즉, 그들은 숙련된 기술자일 수도 있고 감독자 또는 관리 인력일 수도 있다.
반대로, 영국 안전법은 건설 노동자를 "건설 현장에서 도급업자를 위해 일하거나 도급업자의 통제 하에 일하는 사람"으로 정의했다. 캐나다에서는 여기에는 건축 법규 및 규정 준수를 보장하는 작업을 담당하는 사람과 다른 근로자를 감독하는 사람이 포함될 수 있다. 건설 노동자는 건설 현장에서 작업하는 동안 안전을 위해 안전모를 착용하는 경우가 많기 때문에 구어적으로 "안전모 작업자" 또는 "안전모"라고 부를 수 있다.
그럼에도 불구하고 이 용어는 광범위하고 일반적인 용어이며 대부분의 건설 근로자는 주로 자신이 수행하는 작업의 특정 수준과 유형으로 설명된다. 노동자는 대부분의 국가 건설 산업에서 큰 그룹을 구성한다. 예를 들어, 2021년 5월 미국에서는 건설 부문에 고용된 인력이 750만 명이 조금 넘는데, 그 중 820,000명이 조금 넘는 근로자가 있었고, 목수는 573,000명, 전기 기술자는 508,000명, 장비 운영자는 258,000명, 건설 관리자는 230,000명이었다. 대부분의 비즈니스 부문과 마찬가지로 건설 분야에도 상당한 사무직 고용이 있다. 2021년 5월 미국 노동부에 따르면 681,000명의 미국 근로자가 '사무 및 행정 지원 직종'으로 기록되었다. 2023년 미국에서는 다음과 같이 보고했다. 전체 건설근로자 중 히스패닉이 27.7%, 여성이 6.2%를 차지했다.

## 같이 보기
- 토목공학